# Marco Ruas
Marco Ruas, né le 23 janvier 1961, est un ancien combattant et un instructeur brésilien de combat libre. Il est notamment connu pour avoir créé le Ruas Vale Tudo, un sport hybride entre l'art de la soumission brésilienne et le muay thaï. Il a entraîné des combattants comme Pedro Rizzo et Renato Sobral.Il s'est mondialement fait connaitre en remportant le tournoi de l'UFC 7.
Son dernier combat professionnel remonte au 12 mai 2007, contre Maurice Smith.
Son palmarès professionnel en MMA est de 8 victoires, 3 défaites et 2 égalités. 

## Palmarès MMA
| Date       | Résultat | Adversaire    | Nom de l'évènement         | Méthode                | Round | Temps |
| ---------- | -------- | ------------- | -------------------------- | ---------------------- | ----- | ----- |
| 11/11/2001 | Win      | Jason Lambert | UP 1-Ultimate Pankration 1 | Submission (Heel Hook) | 1     | 0:56  |